# Montpezat (Gard)

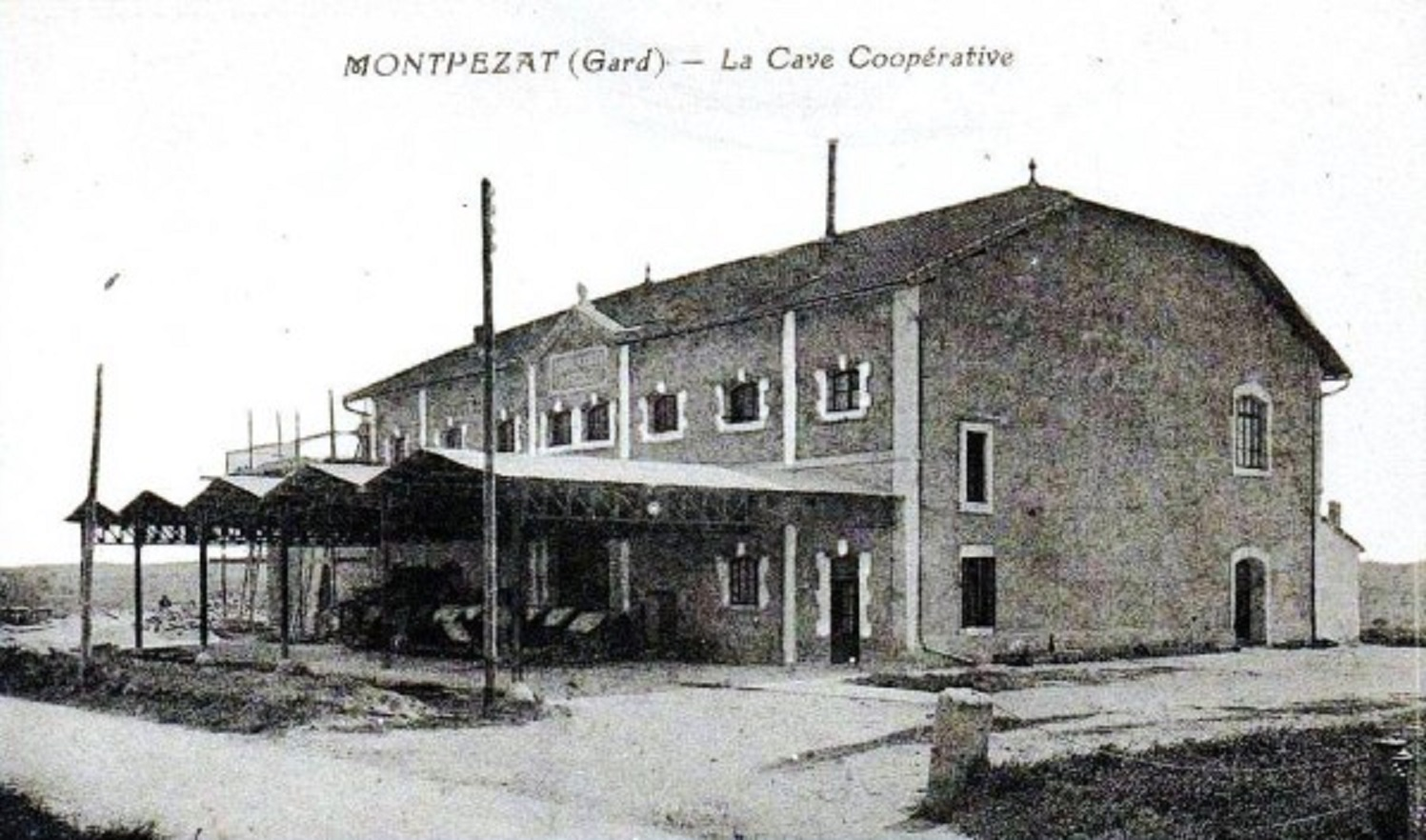
Die lokale Winzergenossenschaft (um 1928)

Montpezat ist eine französische Gemeinde mit 1.398 Einwohnern (Stand 1. Januar 2022) im Département Gard in der Region Okzitanien.

## Geografie
Montpezat liegt 16 Kilometer westlich der Stadt Nîmes und 35 Kilometer nordöstlich von Montpellier. Einige Kilometer südwestlich verläuft die Grenze zum benachbarten Département Hérault. Die Region rund um den Ort zählt zu den südlichen Ausläufern der Cevennen. Das Gemeindegebiet wird von den Bächen Aigalade und Massargues durchflossen, während der einige Kilometer westlich verlaufende Vidourle den nächstgelegenen Fluss darstellt. Der Kernort liegt auf einem teils kalksteinbasierten Konglomerat, das eine leichte Anhöhe bildet, wohingegen die umliegende Ebene Lehmboden enthält.
Die Nachbargemeinden von Montpezat sind Saint-Mamert-du-Gard im Norden, Parignargues im Nordosten, Saint-Côme-et-Maruéjols im Osten, Souvignargues im Süden, Combas im Westen und zu Crespian besteht im Nordwesten ein Berührungspunkt.

### Infrastruktur
Durch das Gebiet verläuft in Ost-West-Richtung mit der D999 eine regionale Verkehrsachse, die Ganges mit Nîmes verbindet. Die kleinere D22 bindet Richtung Süden an Sommières an.

## Kultur und Geschichte

### Geschichte
Anhand archäologischer Funde ist die menschliche Besiedlung des heutigen Gemeindegebiets seit dem Altertum belegt. Eine erste Erwähnung erfolgte im Jahr 994 unter dem Namen Villa Alsatis, 1156 gefolgt von Castrum Montispesati und der der aktuellen Benennung fast gleichenden Variation Montpesat im Jahr 1435. Ein päpstliches Dokument vom 10. Dezember 1156 bescheinigt den Besitz des Dorfes durch die Bischöfe von Nîmes zur damaligen Zeit. In dieser Epoche besaß der Ort durch seine Lage am Südrand der Cevennen eine strategische Bedeutung, weswegen er über relativ große Wehranlagen verfügte. Montpezat wurde zum Schauplatz des Krieges, als sich während der Hugenottenkriege um 1570 eine Gruppe von Protestanten im lokalen Schloss versteckte. Diese wurden letztlich besiegt und allesamt ermordet.
Das Dorf entstand in der Form einer Circulade, wobei es sich um eine in der historischen Region Languedoc verbreitete Siedlungsform handelt, bei der sich die Häuser kreisförmig um das Schloss oder den Herrschaftssitz anordnen. Diese Struktur bildete sich vermutlich im 11. Jahrhundert heraus und ist bis heute erhalten geblieben, wobei etwa ab dem 16. Jahrhundert eine Erweiterung des Kreises zugelassen wurde und der Ort im weiteren Verlauf der Geschichte auch in andere Richtungen weitergewachsen ist.

### Bauwerke
Das heute bestehende Schloss geht auf einen Turm mit dem Namen Tour du Diable (Teufelsturm) zurück, der vermutlich um 1060 erbaut und etwa im Jahr 1900 wegen eines ruinösen Zustands abgerissen wurde. Zur Zeit der Renaissance wurde es erweitert und im Verlauf der Französischen Revolution zum Opfer von Plünderung und Brandstiftung, wofür Banden aus Nachbarorten verantwortlich waren. Die Schutzmauern um den Ort entstanden im 12. oder 13. Jahrhundert und wurden bei einer Schlachte der Hugenottenkriege im Jahr 1573 teilweise zerstört. Von den ehemals 450 Meter langen Mauern verbleiben einige Überreste und dazu einer von vier Durchgängen ins Dorf, bei dem es sich um den Südzugang handelt.
1925 entstand das Gebäude der Winzergenossenschaft von Montpezat und es wurde von 1928 bis 1929 um zwei Anbauten erweitert. Obwohl die Genossenschaft bis 1970 auf 134 Mitglieder kam, wurde der Betrieb 2004 eingestellt.

### Sport
In Montpezat existieren ein Fußball- und ein Tennisverein. Hinzu kommen weitere Sportangebote in der Kampfsportart Judo, im Mountainbiken sowie in der international verbreiteten Boule-Variante Pétanque.

## Bevölkerungsentwicklung
| Jahr      | 1962 | 1968 | 1975 | 1982 | 1990 | 1999 | 2008 | 2017 |
| --------- | ---- | ---- | ---- | ---- | ---- | ---- | ---- | ---- |
| Einwohner | 475  | 465  | 473  | 589  | 671  | 923  | 1065 | 1234 |

Im Jahr 1793 wurde die Gemeinde von 465 Menschen bewohnt und sie erlebte zunächst ein deutliches Anwachsen auf rund 600 Bewohner um die Mitte des 19. Jahrhunderts herum. Dem folgte ein schneller Rückgang, bis sich die Zahl zu Beginn des 20. Jahrhunderts bei etwas mehr als 500 stabilisierte. Unter anderem der Zweite Weltkrieg brachte einen erneuten Rückgang mit sich, sodass 1946 nicht mehr als 414 Einwohner gezählt wurden. Ab den 1970er-Jahren begann eine Phase des starken Bevölkerungszuwachses.